# Municipio Puerto Gonzales Moreno
Das Municipio Puerto Gonzales Moreno ist ein Verwaltungsbezirk im Departamento Pando im Tiefland des südamerikanischen Anden-Staates Bolivien.

## Lage im Nahraum
Das Municipio Puerto Gonzales Moreno (auch: Puerto Gonzalo Moreno) ist eines von drei Municipios der Provinz Madre de Dios und umfasst deren nordöstlichen Bereich. Es grenzt im Norden an das Municipio San Pedro, im Westen an das Municipio San Lorenzo und im Südosten an das Departamento Beni.
Das Municipio erstreckt sich zwischen etwa 10° 54' und 11° 27' südlicher Breite und 66° 05' und 66° 30' westlicher Länge, seine Ausdehnung von Westen nach Osten beträgt bis zu 45 Kilometer, von Norden nach Süden bis zu 40 Kilometer.
Das Municipio umfasst 21 Gemeinden (localidades), der zentrale Ort des Municipios ist die Ortschaft Puerto Gonzalo Moreno mit 1839 Einwohnern (Volkszählung 2012) im nordöstlichen Teil des Municipios gegenüber der Stadt Riberalta. Weitere größere Ortschaften sind Las Piedras mit 1133 Einwohnern und Portachuelo mit 1161 Einwohnern, das sich aus Portachuelo Alto (219), Portachuelo Medio (440) und Portachuelo Bajo (502) zusammensetzt.

## Geographie
Das Municipio Puerto Gonzales Moreno liegt im bolivianischen Teil des Amazonasbeckens in der nordöstlichen Ecke des Landes nahe der Grenze zu Brasilien.
Die mittlere Durchschnittstemperatur der Region liegt bei 26 °C und schwankt nur unwesentlich zwischen 25 °C im Mai und 27-28 °C von Dezember bis Februar (siehe Klimadiagramm Riberalta). Der Jahresniederschlag beträgt etwa 1.300 mm, bei einer ausgeprägten Trockenzeit von Juni bis August mit Monatsniederschlägen unter 20 mm, und einer Feuchtezeit von Dezember bis Januar mit Monatsniederschlägen von mehr als 200 mm.

## Bevölkerung
Die Bevölkerungszahl des Municipio Puerto Gonzales Moreno ist zwischen 1992 und 2024 auf mehr als das Vierfache angestiegen:
| Jahr | Einwohner | Quelle       |
| ---- | --------- | ------------ |
| 1992 | 2.837     | Volkszählung |
| 2001 | 3.810     | Volkszählung |
| 2012 | 8.160     | Volkszählung |
| 2024 | 12.006    | Volkszählung |

Die Bevölkerungsdichte bei der letzten Volkszählung von 2024 betrug 9,4 Einwohner/km², der Alphabetisierungsgrad bei den über 6-Jährigen war von 85,1 Prozent (1992) auf 84,7 Prozent (2001) leicht zurückgegangen. Die Lebenserwartung der Neugeborenen im Jahr 2001 betrug 61,6 Jahre, die Säuglingssterblichkeit war von 9,0 Prozent (1992) auf 7,3 Prozent im Jahr 2001 zurückgegangen.
97,1 Prozent der Bevölkerung sprechen Spanisch, 13,5 Prozent sprechen indigene Sprachen. (2001)
94,8 Prozent der Bevölkerung haben keinen Zugang zu Elektrizität, 38,0 Prozent leben ohne sanitäre Einrichtung. (2001)
57,6 Prozent der 592 Haushalte besitzen ein Radio, 11,0 Prozent einen Fernseher, 33,3 Prozent ein Fahrrad, 12,5 Prozent ein Motorrad, 0,3 Prozent ein Auto, 1,4 Prozent einen Kühlschrank, und 0,2 Prozent ein Telefon. (2001)

## Politik
Ergebnis der Regionalwahlen (concejales del municipio) vom 4. April 2010:
| Wahl- berechtigte |  | Wahl- beteiligung | gültige Stimmen |  | MAS-IPSP | CP     | P.A.S.O. | MNR   | MSM   |
| ----------------- |  | ----------------- | --------------- |  | -------- | ------ | -------- | ----- | ----- |
| 1.574             |  | 1.468             | 1.301           |  | 693      | 383    | 95       | 92    | 38    |
|                   |  | 93,3 %            | 88,6 %          |  | 53,3 %   | 29,4 % | 7,3 %    | 7,1 % | 2,9 % |

Ergebnis der Regionalwahlen (elecciones de autoridades políticas) vom 7. März 2021:
| Wahl- berechtigte |  | Wahl- beteiligung | gültige Stimmen |  | MAS-IPSP | MTS     | CID     | VIDA   | PASO   |
| ----------------- |  | ----------------- | --------------- |  | -------- | ------- | ------- | ------ | ------ |
| 3.004             |  | 2.519             | 2.231           |  | 1.388    | 410     | 281     | 117    | 30     |
|                   |  | 83,85 %           | 88,57 %         |  | 62,21 %  | 18,38 % | 12,60 % | 5,24 % | 1,34 % |

## Gliederung
Das Municipio Puerto Gonzales Moreno untergliederte sich bei der Volkszählung von 2012 in die folgenden beiden Kantone (cantones):
- 09-0301-01 Kanton Agua Dulce (Puerto Gonzalo Moreno) – 6 Gemeinden – 4.390 Einwohner (2001: 1.813 Einwohner)
- 09-0301-02 Kanton Trinidad (Portachuelo) – 15 Gemeinden – 3.770 Einwohner (2001: 1.997 Einwohner)

## Ortschaften im Municipio Puerto Gonzalo Moreno
- Kanton Agua Dulce
  - Puerto Gonzalo Moreno 1839 Einw. – Las Piedras 1133 Einw. – Agua Dulce 608 Einw.

- Kanton Trinidad
  - Miraflores 667 Einw. – Portachuelo Bajo 502 Einw. – Portachuelo Medio 440 Einw.